# Society of Independent Artists
Society of Independent Artists (SIA) var en sammenslutning af amerikanske kunstnere, grundlagt 1916 i New York.
Forbilledet var den franske Société des Artistes Indépendants, og formålet var at holde årlige udstillinger af avantgarde-kunstnere. Udstillingerne skulle være åbne for enhver og uden jury og priser. Man måtte betale seks dollar for et medlemskab og et beløb for deltagelse. Grundlæggerne var Walter Arensberg, John Covert, Marcel Duchamp, Katherine Sophie Dreier, William J. Glackens, Albert Gleizes, John Marin, Walter Pach, Man Ray, John Sloan og Joseph Stella. Ved den første udstilling 1916 var der 2000 genstande af kunstnere fra adskillige lande.
Marcel Duchamp trak sig 1917 som leder efter at sammenslutningen havde afvist hans Fountain – en "readymade" i form af et urinal med pseudonymet R. Mutt. Episoden viste at udstillingen ikke var helt "åben". SIA arrangerede udstillinger til ind i 1940'erne, dog med stadig færre arbejder og af aftagende kvalitet. 